# Amenemhet VII.
Amenemhet VII., auch Kay Amenemhet oder Ammenemes VII., war ein altägyptischer König (Pharao) der 13. Dynastie (Zweite Zwischenzeit), der etwa von 1731 bis 1724 v. Chr. regierte. Die Länge seiner Regierungszeit ist unbekannt. Da er nur wenige Denkmäler hinterlassen hat, war sie wohl eher kurz.

## Belege
Kay Amenemhet ist belegt auf einem Barkenuntersatz aus Medamud, auf der sich auch Inschriften des Wegaf befinden. Weiter kennt man einen Skarabäus, Rollsiegel für Sobek aus Gebelein und ein Graffito (feine in Metall- oder Wandflächen eingeritzte Zeichnung oder Schrift) ist an der Pyramide der Chuit (Gaugrafentochter aus Abydos und eine Gemahlin des Teti II.) in Sakkara zu finden. 
In sein erstes Regierungsjahr datiert die letzte der in der Region Semna/Kumma angebrachten Nilstandsmarken. Zwischen dieser und der ersten Markierung aus dem ersten Jahr von Amenemhet III. liegen etwa 70 Jahre. Nach Jürgen von Beckerath ist er der 15. König der 13. Dynastie. Im Turiner Papyrus erscheint er an 14. Stelle in der Dynastie. Nach Kim Ryholt war „Kay“ der Name seines Vaters.